# استاروامیروو
استاروامیروو (انگلیسی: Staroamirovo) یک شهرک در شهرستان بلاگووارسکی باشقیرستان کشور روسیه است.